# Varnsdorf
Varnsdorf (phát âm tiếng Séc: Varnsdorf; tiếng Đức: Warnsdorf, tiếng Sorbian: Warnoćicy, tiếng Việt: Vànx Dộhph) là một thị trấn ở Cộng hòa Séc thuộc vùng Ústí nad Labem, với dân số khoảng 16.000. Thị trấn này gần biên giới với Đức, với các cửa khẩu đến Saxon là thị trấn của Seifhennersdorf và Großschönau, Varnsdorf thị trấn là lớn thứ hai trong khu Děčín.

## Người Việt tại Varnsdorf
Hơn 2500 Phật tử gốc Việt đang sống ở Varnsdorf, thành phố này là nơi cho xây dựng các ngôi đền Phật giáo đầu tiên ở Cộng hòa Séc